# Павле Послушни
Преподобни Павле Печерски, Послушник, подвижник Далеких пећина у Кијеву. Православни монах 13-14 века, светитељ Руске православне цркве, поштован као светац.
Православна црква помиње Павла Послушног 28. август (10. септембар) – у Сабору Преосвећених отаца Кијевопечерских, почивајући у Далеким пећинама и 10 (23) септембар - упокојење, у исти дан када и имењак Свети Павле, Епископ Никејски.

## Живот
Пошто је примио монашки чин у Кијево-печерском манастиру, Павле је поднео најтежа послушања на која га је игуман слао. Он никада није био беспослен, а када није био послушан, млео је жито на воденичном камену, изнуревајући тело овим тешким радом и одржавајући непрестану унутрашњу молитву. Због своје понизности и одрицања од световних ствари, добио је надимак послушни, или послушник.